# Andrew James Allen
Andrew James Allen (né le 16 juillet 1987) est un acteur américain.
Andrew est né à Redmond, à Washington. Susan Allen, sa mère, est une technicienne en radiologie à la retraite et son père Robert est un artiste et écologiste.

## Filmographie

### Cinéma
(février 2023).
| Année | Titre                                      | Rôle            | Notes                               |
| ----- | ------------------------------------------ | --------------- | ----------------------------------- |
| 2001  | Le Grand Coup de Max Keeble                | Vladimir        | non crédité                         |
| 2005  | The Unknown                                | Freshman Kid    |                                     |
| 2006  | Lakeshore Drive                            | David Stein     | Short film                          |
| 2009  | Lovely Bones                               | Samuel Heckler  |                                     |
| 2010  | Olivia                                     | Boyfriend       | Short film                          |
| 2011  | Hyenas (en)                                | Jasper          |                                     |
| 2012  | La maison du silence (Bad Behavior)        | Kansas          |                                     |
| 2012  | Smiley                                     | Zane            |                                     |
| 2013  | Syrup (en)                                 | Riley Hawk      | non crédité                         |
| 2013  | Hansel & Gretel Get Baked                  | Ashton          |                                     |
| 2013  | Dark Power                                 | Alex Ferrer     | en post-production[réf. nécessaire] |
| 2013  | Small Time                                 | Jason Sanders   |                                     |
| 2014  | Artist Die Best In Black                   | Unknown         |                                     |
| 2016  | Blood Is Blood                             | Daniel          |                                     |
| 2017  | Jekyll Island (The Crash) d'Aram Rappaport | Mathas Harrison |                                     |
| 2017  | Mississippi Murder                         | David Moon      |                                     |

### Télévision

#### Séries télévisées
- 2001 : Lizzie McGuire (saison 1, épisode 27) : enfant
- 2002 : Charmed (saison 5, épisode 5) : Kevin
- 2002 : Reba (saison 2, épisode 6) : Dylan
- 2003 : Fillmore! (série animé - saison 1, épisode 13) : Rudy Teravall (voix)
- 2003 : Run of the House (saison 1, épisodes 4 / 11) : enfant / Jimmy Sarko
- 2004 : Malcolm (saison 5, épisode 20) : Jerome
- 2004 : 7 à la maison (saison 9, épisode 5) : Phil
- 2005 : Commander in Chief (pilote) : Horace Calloway
- 2005 : Grey's Anatomy (saison 2, épisode 9) : Coby McKee
- 2006 : Close to Home : Juste Cause (saison 2, épisode 9) : Artie Nelson
- 2007 : Shark (saison 1, épisode 11) : James Weyland
- 2007 : Monk (saison 6, épisode 5) : Tim Sussman
- 2007 : Cold Case : Affaires classées (saison 5, épisode 1) : Teddy Nimmo (1994)
- 2007 : Bones (saison 3, épisode 1) : Jason Harkness
- 2007 : Urgences (saison 14, épisode 2) : Casey
- 2008 : Médium (saison 4, épisode 2) : Jeremy
- 2009 : Les Experts : Miami (saison 7, épisode 17) : Heath Lansing
- 2009 : Ghost Whisperer (saison 4, épisode 22) : Jonathan Harkness
- 2010 : Championnes à tout prix (saison 1, épisodes 14, 15 & 16) : Ike Benzinger
- 2012 : Esprits criminels (saison 8, épisode 8) : Josh Moore
- 2014 : Storytellers (saison 1, épisode 5 & 6) : Alastor
- 2015 : Filthy Preppy Teen$ (8 épisodes) : Mitch Bishop
- 2016 : Mom (saison 4, épisode 5) : Jackson
- 2018 : The Magicians (saison 3, épisode 10) : Dust
- 2018 : S.W.A.T. (saison 2, épisode 4) : Billy

#### Téléfilms
- 2003 : Recipe for Disaster de Harvey Frost : Sam Korda
- 2007 : Johnny Kapahala: Back on Board de Eric Bross : Jared
- 2020 : Ma fille, rattrapée par son passé (Escaping My Stalker) de Linden Ashby : Miles